# Tongwe (F.10) jezici
Tongwe (F.10) jezici, podskupina centralnih bantu jezika u zoni F u Tanzaniji i Zambiji. Obuhvaća (6) jezika, to su: 
- bende [bdp], 27.000 (1999) u tanzanijskoj regiji Rukwa.
- fipa ili cifipa [fip], 195.000 (2002 census) u regiji Rukwa.
- mambwe-lungu [mgr], 674.000 u Zambiji i Tanzaniji.
- pimbwe [piw], 29.000 (1987), Rukwa.
- rungwa ili ichirungwa [rnw], 18.000 (1987), regija Rukwa.
- tongwe ili kitongwe [tny], 13.000 (2001), distrikt Kigoma.

## Vanjske poveznice
- Ethnologue (14th)
- Ethnologue (15th)